# Liste der australischen Botschafter in Russland

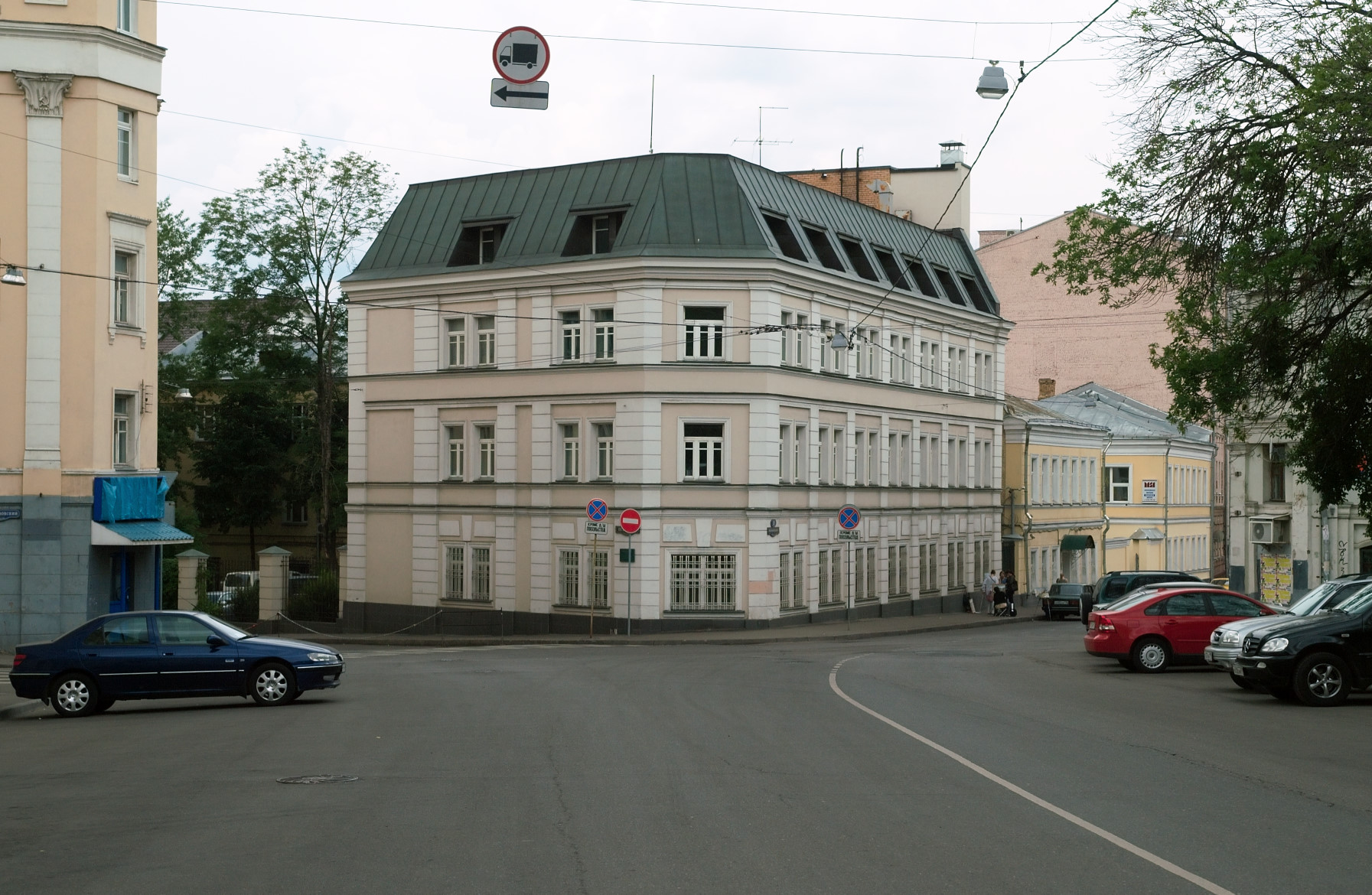
Die australische Botschaft befindet sich in der Podkolokolny Pereulok, 11, in Moskau.

Der Botschafter in Moskau ist regelmäßig auch bei den Regierungen in Astana (Kasachstan), Taschkent (Usbekistan), Bischkek (Kirgisistan), Aşgabat (Turkmenistan), Duschanbe (Tadschikistan), Jerewan (Armenien), Chișinău (Moldawien) und Minsk (Belarus) akkreditiert.

## Geschichte
Den ersten offiziellen Besuch stattete die Newa unter Juri Fjodorowitsch Lissjanski bei ihrer Weltumsegelung 1803 bis 1806 in Sydney ab. Seit 1857 gab es in beiden Staaten Konsuln.
Der erste russische Generalkonsul im Commonwealth of Australia war 1903 Mikhail Ustinov. Er wurde 1909 von Count Alexander N. d’Abaza Абаза in Melbourne abgelöst, der im Januar 1918 von seinem Posten zurücktrat.
Peter Simonoff konnte ein Akkreditierungsschreiben von Leo Trotzki nicht anbringen. Bis zum Zweiten Weltkrieg wurde die australische Regierung durch britische Beamte in Übersee vertreten.
Nach Verhandlungen zwischen Herbert Vere Evatt und Wjatscheslaw Michailowitsch Molotow wurde am
13. Oktober 1943 verkündet, dass diplomatische Beziehungen aufgenommen würden.
Die australische Gesandtschaft öffnete im Januar 1943 in Kuibyschew und die sowjetische Gesandtschaft öffnete im März 1943 in Canberra.
Vom 12. Juni 1973 bis 29. Mai 1991 war der australische Botschafter in Moskau auch regelmäßig bei den Regierungen in Ulaanbaatar akkreditiert.
| Ernannt       | Name                             | Bemerkungen | ernannt während der Regierung von | akkreditiert während der Regierung von | Posten verlassen |
| ------------- | -------------------------------- | --- | --------------------------------- | -------------------------------------- | ---------------- |
| 2. Jan. 1943  | Bill Slater                      | Im Oktober 1942 ernannt, eröffnet in Kuibyschew eine Gesandtschaft. | Arthur Fadden                     | Josef Stalin                           | Apr. 1943        |
| 12. Aug. 1946 | Noël Deschamps                   | Geschäftsträger, Die australische Gesandtschaft wurde von Kuibyschew nach Moskau verlegt. | Ben Chifley                       | Josef Stalin                           |                  |
| 1947          | Alan Watt                        | Am 16. Februar 1948 wurde die Gesandtschaft zur Botschaft aufgewertet. | Ben Chifley                       | Josef Stalin                           | 1950             |
| Apr. 1954     |                                  | Nach der Petrov-Affäre wurde das Personal der Vertretungen in Moskau und Canberra abgezogen. | Robert Menzies                    | Georgi Maximilianowitsch Malenkow      |                  |
| 1959          |                                  | Die jeweiligen Botschaften wurden wiedereröffnet. | Robert Menzies                    | Nikita Sergejewitsch Chruschtschow     | 1960             |
| 1960          | John Keith Waller                | CBE. (* 19. Februar 1914; † 1992) 1957–1960 Botschafter in Bangkok. | Robert Menzies                    | Nikita Sergejewitsch Chruschtschow     | 1962             |
| 15. Okt. 1965 |                                  | Die Regierungen der beiden Staaten unterzeichnen ein Handelsabkommen. | Robert Menzies                    | Leonid Iljitsch Breschnew              |                  |
| 1965          | John Russell Rowland             | (* 10. Februar 1925 in Armidale † 31. Dezember 1996 in Canberra), Diplomat und Dichter, 1979–1982: Botschafter in Paris. Er veröffentlichte fünf Gedichtsammlungen mit Themen, die sich mit der australischen Landschaft und Reisen beschäftigen. | Robert Menzies                    | Leonid Iljitsch Breschnew              | 1968             |
| 1968          | Frederick Blakeney               | (* 1913; † 1990) | Gough Whitlam                     | Leonid Iljitsch Breschnew              | 1971             |
| 12. Juni 1973 | Lawrence John Lawrey             | | Gough Whitlam                     | Leonid Iljitsch Breschnew              |                  |
| 23. Apr. 1974 | James Plimsoll                   | | Gough Whitlam                     | Leonid Iljitsch Breschnew              | 4. Aug. 1977     |
| 4. Aug. 1977  | Murray Goulburn Madden Bourchier | (* 28. März 1925 in St Kilda (Melbourne); † 3. Juli 1981) | Malcolm Fraser                    | Leonid Iljitsch Breschnew              | Aug. 1980        |
| 1. März 1981  | David Wyke Evans                 | (* 13. März 1934 in Adelaide) | Malcolm Fraser                    | Leonid Iljitsch Breschnew              | 1984             |
| 21. März 1984 | Edward Robert Pocock             | (* 14. März 1934; † 29. März 2013), 1987–1991: Botschafter in Paris, 1992 Hochkommissar in Islamabad, 1992–1995: Botschafter bei der EU in Brüssel                                                                                                | Bob Hawke                         | Boris Nikolajewitsch Jelzin            |                  |
| 28. Sep. 1987 | Charles Robin Ashwin             | | Bob Hawke                         | Boris Nikolajewitsch Jelzin            |                  |
| 29. Mai 1991  | Cavan Oliver Hogue               | (* 21. Januar 1937) | Bob Hawke                         | Boris Nikolajewitsch Jelzin            | Nov. 1994        |
| Nov. 1994     | Geoffrey Bentley                 | | Paul Keating                      | Boris Nikolajewitsch Jelzin            | 1999             |
| 18. Nov. 1998 | Ruth Pearce                      | [ 6 ] | John Howard                       | Boris Nikolajewitsch Jelzin            | 29. Jan. 2002    |
| 18. Dez. 2001 | Les Rowe                         | [ 7 ] | John Howard                       | Wladimir Wladimirowitsch Putin         | 2005             |
| 28. Feb. 2005 | Bob Tyson                        | [ 8 ] | John Howard                       | Wladimir Wladimirowitsch Putin         |                  |
| 2006          | Julie Heckscher                  | [ 9 ] | John Howard                       | Wladimir Wladimirowitsch Putin         | 2008             |
| Juni 2008     | Margaret Twomey                  | | Kevin Rudd                        | Dmitri Anatoljewitsch Medwedew         |                  |
| 24. Jan. 2013 | Paul Myler                       | [ 10 ] | Julia Gillard                     | Dmitri Anatoljewitsch Medwedew         |                  |
| 10. März 2016 | Peter Tesch                      | [ 11 ] | Malcolm Turnbull                  | Wladimir Wladimirowitsch Putin         |                  |